# Alejandro de Bournonville

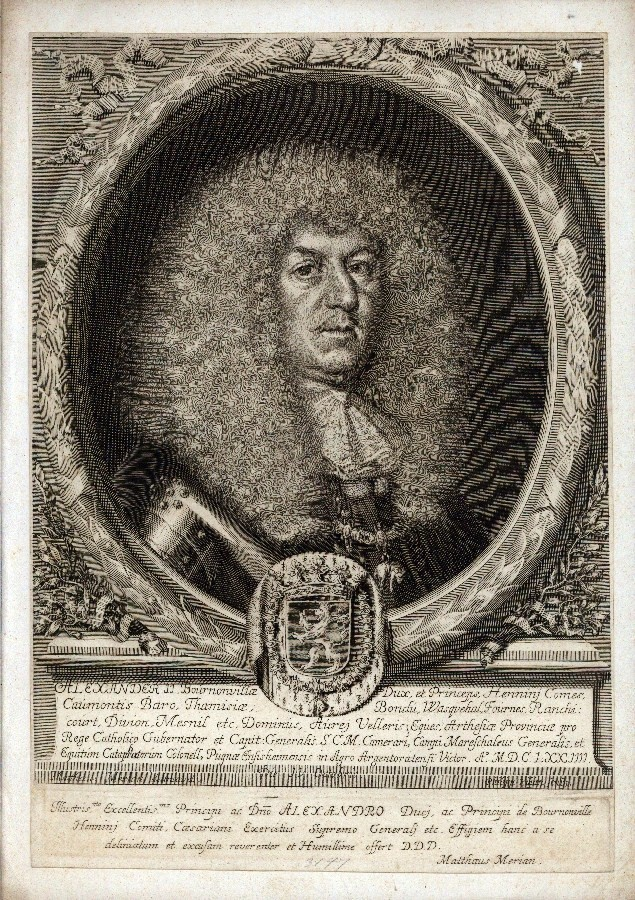
Imagem representando Alejandro, Vice-rei de Navarra e duque de Bournonville.

Duque de Bournonville foi Vice-rei de Navarra. Exerceu o vice-reinado de Navarra entre 1686 e 1691. Antes dele o cargo foi exercido por Ernesto Alejandro de Ligné y Croy. Seguiu-se-lhe Juan Manuel Fernández Pacheco.